# Júlio Reny
Júlio Reny (Porto Alegre, Rio Grande do Sul, 27 de fevereiro de 1959), nome artístico de Julio Reni Barbo, é um cantor e compositor de rock brasileiro.

## Biografia
1959 – Júlio nasce em 27 de fevereiro, em Porto Alegre, filho do barbeiro Reni Antunes Barbo e da funcionária pública Júlia Gay Barbo. Passa a infância no bairro Cidade Baixa, e a música já entra na sua vida através dos pais que ouviam muitos discos em casa e da irmã o levava com freqüência para ver filmes de Elvis Presley, Beatles e da Jovem Guarda.
1965 - Um cunhado tocava o rock da época ao violão, em contraste com um tio que tocava músicas regionalistas. Aquilo desperta uma vontade grande de tocar, mas até aí, nada. Ingressa no primário da Escola Estadual Ildefonso Gomes. Torna-se PM Mirim e convive com a caserna. Gostava disso, até porque lá jogava futebol.
1969 - Ingressa na escolinha de futebol do Grêmio e logo depois na do Internacional como goleiro, onde permaneceria até 1973. Treina com muita dedicação (quase obsessivamente).
1971 - Entra no ginásio do Colégio Estadual Winston Churchil. Os irmãos mais velhos apresentam-lhe o pop rock da época. Aí um desvio de conduta começa a manifestar-se. Júlio e um colega da escola começam sistematicamente a furtar discos em lojas. Isso o introduz definitivamente no rock pesado como The Who, Pink Floyd, Led Zeppelin e Black Sabbath. Torna-se um contumaz brigão e envolve-se em constantes conflitos de rua.
1975 - Começa a cursar o segundo grau noturno. Busca emprego de dia. Afloram conflitos de consciência que o fazem deixar os furtos de discos e as brigas. Logo uma confusão mental o levaria a uma internação em clínica psiquiátrica. Ao sair da clínica, a família preocupada reúne-se para discutir sua situação. Júlio decide: queria ser músico. Ganha uma guitarra Mil Sons e um pequeno amplificador valvulado.
1976 - Reencontra dois colegas de ginásio, e, com o irmão Paulo Renato (falecido em 1995), forma uma banda.
1977 - Decidido a aprimorar-se, passa a estudar um pouco de violão clássico. Arranja um violão apropriado: Giannini branco laqueado, cordas de nylon. Passa a ouvir jazz e bossa-nova, com predileção por João Gilberto.

## Carreira
Em 1978, Julio Reny abandona o segundo grau escolar para dedicar-se à música. Um ano depois, após variar tanto suas preferências musicais, decide que Bob Dylan, Neil Young e The Band seriam as diretrizes básicas do som de sua banda. Resolve compor e cantar dentro daquele estilo country-rock. Em 9 de novembro, um desconhecido Júlio Reny estreava nos palcos em um show realizado na Fundação Faculdade de Medicina de Porto Alegre, chamado "Uma Canção nas Trevas". Pela primeira vez em cartazes e fotos de jornais, ninguém sabia de quem se tratava aquele que viria a se tornar uma figura importante da cena musical gaúcha.
1980 - A banda resolve adotar o nome "Uma Canção nas Trevas" e sob esta alcunha, realiza (estranhamente) o show "Jazz & Blues" na Faculdade de Arquitetura da UFRGS. Sucesso entre os estudantes. Nasce sua filha Consuelo Valandro. Júlio passa a morar em uma casa cuja garagem tornou-se legendária. Ele a alugava para ensaios e por ali passaram bandas como Engenheiros do Hawaii e DeFalla. Atua como coadjuvante no filme Deu Pra Ti anos 1970, de Giba Assis Brasil.
1981 - Desfaz-se a banda, e Júlio parte para um show com seu irmão e o baixista Ademir Frozi, no Clube de Cultura. Intitulava-se "As Estórias Elétricas de Uma Guitarra Acústica". Independentemente dos resultados, que até eram bons dentro da proposta, Júlio fixa-se no meio artístico e frente ao público como personagem underground, polêmico em atitude e sem papo furado.
1982 - Faz sua primeira gravação demo em fita, para tocar na Rádio Bandeirantes AM, futura Rádio Ipanema. A música era "Tomás e a Lagoa" e repercute razoávelmente bem. Reunifica a banda sob seu nome, no show "Aconteceu Durante o Verão", no Teatro 1 (rua Ramiro Barcelos). Grava nova demo em fita rolo, "Cine Marabá", sucesso na Band AM. A música torna-se uma das mais tocadas e pedidas, chegando a tocar em várias rádios do Rio de Janeiro e São Paulo para onde mandava cópias demo.
Antenado para este caminho alternativo que se abria, resolve gravar um álbum e reproduzí-lo em fita cassete. Cria um "selo fonográfico" especializado em fitas cassetes com a intenção de lançar também outros autores. O selo chamava-se Pirata Sulista. Atua no filme Verdes Anos, de Carlos Gerbase.
1983 - O Pirata Sulista vai à falência vendendo poucas cópias de seu único título em catálogo: uma fita com capa produzida, contendo oito músicas (A Noite Se Move, Barbearia, Canção Para O Rico Que Refletia A Cidade, Cine Marabá, Super Homem Está Esquecendo As Suas Melodias, Tomás E A Lagoa, Último Verão e Uma Tarde De Outono De 73), chamada Último Verão.
1985 - Cria a banda "KM 0" com Edu K na guitarra, Paulo Renato na bateria, Fred na percussão e Júlio no contra-baixo. Com esta formação, gravaram duas demo-tapes: "Não Chores Lola" e "Amor e Morte". Ambas estouram em Porto Alegre. Tocava direto nas rádios Atlântida, Cidade e Ipanema; nas outras um pouco menos. Não Chores Lola toca bastante no Rio a ponto de Guilherme Arantes citá-la como referência sobre música do Sul, porque gostava de ouvi-la na Rádio Fluminense.
Começam a alternar com Engenheiros do Hawaii a abertura de shows. Um show no Gigantinho era considerado decisivo: o Rock Unificado I. Júlio sabia que olheiros de grandes gravadoras estariam lá com vistas a produzirem um disco sobre o rock do sul. Inexplicavelmente, a banda se apresenta mal. Dá tudo errado. A partir dali, vários problemas pessoais afetam Júlio. O falecimento de sua mulher é o limite do seu inferno astral. Atua no filme "Quero Ser Feliz", de Sérgio Lerrer, no papel de um jovem recruta.
1986 - Assume com vocalista da banda "Urubu Rei", liderada por Carlos Eduardo Miranda. Logo funde parte do "KM 0" com a "Urubu Rei", formando a célebre "Expresso Oriente" com Castor Daudt e Flávio Santos (futura célula do "DeFalla"). Júlio Reny e Expresso Oriente torna-se referência do rock gaúcho e da atitude underground. As coisas começam a dar certo, e a estratégia das demos-tapes para rádios voltam a funcionar. Maomé e Garota do carro vermelho tocam com freqüência nas rádios jovens locais e a banda emplaca nos shows. Júlio ataca de radialista na Ipanema FM como produtor, atingindo o primeiro lugar no Ibope com Negras Melodias.
1987 - A banda é reformulada. Entra o produtor Moacir que a coloca nos caminhos do interior do RS, Rio e São Paulo. Lá começam a tocar seu repertório em programas de TV e a realizar shows. Julio ainda participa da canção Guardas da Fronteira, da banda gaúcha Engenheiros do Hawaii, no disco A Revolta dos Dândis.
1988 - Júlio atua em papel principal no filme "Vicious", curta de Rogério Ferrari. Com a banda, grava duas faixas na coletânea Rio Grande do Rock da SBK.
1989 - Júlio Reny grava LP independente chamado Julio Reny & Expresso Oriente, com as faixas: Amada Amante, Amor E Morte, Anita, Expresso Oriente, Jogada Noturna, Maomé, Não Chores Lola, Razões Do Coração e Sandina. Casa com Cristiane (a menina)de apenas 16 anos.
1991 - Monta nova banda: Júlio Reny Guitar Band, começando a trabalhar com Frank Jorge em composições e arranjos. Grava vários video-clips e demo-tapes, fixando-se bem com o clip "Mil Noites" na MTV. Segue como radialista na Ipanema FM e faz muitos shows até 1996.
1997 - Desponta na TV Bandeirantes de Porto Alegre com o personagem "Cowboy do Deserto" no programa "Folharada", fazendo crônicas e comentários de filmes. Frank Jorge, Márcio Petracco e Júlio Reny, sob nome de Cowboys Espirituais, gravam de improviso duas músicas para a namorada de Júlio (Melissa, sua futura esposa): Uma Mulher e uma versão de Como é grande o meu Amor por Você, de Roberto Carlos.
1998 - A demo toca bem no rádio, e a brincadeira fica séria. As 15 Mais da Ipanema, estourando em todo o sul. Foram contratados pela gravadora Trama e lançaram o primeiro disco, Os Cowboys Espirituais, contando com Frank Jorge na formação e estourando nacionalmente o hit "Jovem Cowboy", fazendo apresentações no Rio Grande do Sul e interior de São Paulo, conquistando com seu videoclipe o prêmio "Revelação da América Latina" do canal CMT. Algum tempo depois, assume definitivamente as baquetas Paulo Arcari (ex-TNT). Finalizado o divorcio com Cristiane.
1999 - Realiza vários shows sobre o disco no RS, Rio de Janeiro e São Paulo. Nasce a segunda filha, Larissa da Silva Barbo.
2000 - Grava o CD Deluxe pela gravadora Stop Records, produzido por Egisto Dal Santo, conta com treze faixas, sendo 9 composições próprias (Jesse James: uma viagem ao Velho Oeste; uma definitiva gravação do sucesso da Expresso Oriente: Amor e Morte; Seguindo Com O Vento e Você Não Pode Parar e quatro regravações de outros autores (Uma "festiva" homenagem ao mestre Raul Seixas com Cowboy Fora da Lei; Uma versão "cowboys" para Paisagem Campestre de Nei Lisboa; Uma releitura para Vá Embora Tristeza do gaucho José Mendes; E uma surpreendente versão de Loira, Loirinha dos sertanejos Tonico e Tinoco).
O disco foi concebido no estúdio B da ACIT, em Porto Alegre. Conta com participações mais que especiais de Hique Gomes, Mitch Marini, Jorginho do Trumpete, Paulo Lata Velha, Frank Jorge, Edson Campagña, Luciano Leães.
Ao vivo com Lucio Dorfman (ex-Engenheiros) nos teclados e Regis Sam (ex-Argonautas) no baixo, os Cowboys Espirituais apresentam as canções do CD DeLuxe e outros hits do primeiro disco como: "Não chores Lola", "A irmã do Dr. Robert" e "O mundo é maior que o teu quarto", sem esquecer o instrumental e a habilidade de Marcio Petracco que usa instrumentos como Pedal Steel, Lap Steel e banjo fazendo um autêntico show de country rock.
2001 - Reedita em CD seus principais trabalhos incluídos na fita Último Verão (do falido Piratas Sulistas) e no vinil Júlio Reny e Expresso Oriente. Frank Jorge parte para carreira solo e Júlio lança o projeto "Júlio canta Roberto Carlos", com sucesso de público na noite de Porto Alegre.
2002 - Dá vida ao projeto "Histórias do Rock Gaúcho". Tendo se conhecido durante a efervescência da cena rockeira dos anos 1980, Julio Reny e Egisto Dal Santo, neste começo de século, resolveram unir todas as suas experiências e bagagem acumulada em anos de estrada pelo sul, para celebrar e contar a verdadeira história do Rock gaúcho.
2004 - Produz o CD "A Caminhada de Julio Reny", que reúne gravações originais realizadas entre 1985 e 2002 com grupos como Km 0 e Cowboys Espirituais. As músicas fazem parte do show que Júlio Reny apresenta com sua nova banda, "Os Piratas do Deserto" formada por outros nomes carimbados da cena gaúcha (Egisto Dal Santo e Jimi Joe nas guitarras, Régis Sam no baixo, Sérgio Rodrigues na bateria).
Lança o livro "Rádio Cool", publicado pelo Armazém Digital, fala de sonhos, amor, mulheres, noite, músicos, estrada, heróis, outsiders…
"Agora os caminhantes solitários terão companhia, e os amantes carícia para os seus ouvidos. Entrando no ar, Rádio Cool." (Vinheta)
Quem escutava a rádio Ipanema FM nas madrugadas de sábado para domingo entre 1988 e 1994 com certeza lembra do Rádio Cool, programa de Julio Reny que virou um verdadeiro clássico.
O programa, além de ter uma seleção musical primorosa, mesclando o pop mais sofisticado do mundo com pitadas de jazz, contava com textos impecáveis de Julio Reny, que falavam de amor, mulheres, noite, músicos, estrada, heróis, outsiders, sonhos… Rimbaud, os beatniks todos, os romances policiais de clima sombrio de Hammet e Chandler, Bukowski e tantos outros: os textos de Julio Reny revelam as influências dessa deliciosa via crucis literária.
É como diz no prefácio, o músico e jornalista Jimi Joe: "Como hai kais fora da lei, os textos/imagens de Julio nos atingem em cheio, às vezes como sonhos delirantes, em outras como perturbadores pesadelos. De qualquer forma, como naquela propaganda de salgadinhos, é impossível ler um só."
2005 - Lança o primeiro cd do Projeto Histórias do Rock Gaúcho, Estradas - vol. 1, prestando sua homenagem à história do rock gaúcho, contando CAUSOS vividos na cena gaúcha, enquanto interpreta bandas e músicos como TNT, Os Cascavelletes, Garotos da Rua, Replicantes, Bandaliera, Graforréia Xilarmônica, Kleiton & Kledir, Almôndegas, Nei Lisboa, etc… Acompanhado de baixo e bateria, se reveza nos vocais e violões elétricos com Egisto, tocando algumas de suas próprias canções.
2006 - Diários da Chuva é o quarto album solo do cantor. No disco, Reny utilizou mais de 300 horas de estúdio e 20 músicos para fazer, 23 anos depois, o que considera a "continuação adulta" do LP 'Último Verão'. Produzido por Júlio e Cristiano Krause, o disco conta com a participação dos músicos Andy Boy, Astronauta Pingüin, Frank Jorge, Fábio Ly e Márcio Petracco entre outros.
É um álbum conceitual sobre a maneira pessoal de encarar a relação do frio e do inverno com os dilemas, as memórias e os amores do homem de meia-idade. Com a teoria de que os gaúchos são os irlandeses do Brasil, Julio juntou um time de competentes músicos e os batizou de "Os Irish Boys" (naturalmente, todos bons bebedores de cerveja) a fim de percorrer os quatro cantos do mundo com sua arte única musical.
O repertório do disco traz somente canções inéditas, como 'Chove no Sul', 'Culpado', 'Casaco de Lã' e 'As Pérolas e o Perdão'. O disco é um lançado do selo Plus Records.
2007 - E "os velhos cowboys" voltam à cena do saloon, varrendo a poeira, acordando o barman e pedindo mais uma dose de um Bourbon tão seco e tradicional como as obsessões da banda: O álcool como redenção em "A Cerveja de Cada Dia", as mulheres como salvação ou perdição em "Seja Meu Anjo" e "Se O Diabo Veste Azul", para depois seguirem pelas estradas desertas, buscando o paraíso em "O Vale Verde" ou a infinita/ventura highway de "H-tel".
Casamentos desfeitos, as derrotas como lições, garotas enfezadas esperando o sujeito depois da festa; são "os velhos Cowboys" que retornaram na poesia beatnick e "desperada" de Reny, no virtuosismo das cordas "caipiras" de Márcio Petracco, no piano "maestro" de Lucio Dorfman e na cozinha firme e segura seja no trote ou no galope, a cargo de Paulo Arcari e Régis Sam.
E Julio continua se apaixonando e perdendo suas garotas, e escrevendo sobre elas, sobre amor e perda.

## Discografia

### Solo
- Julio Reny. Último Verão, Pirata Sulista, K7, 1983.
- Julio Reny & Expresso Oriente. Julio Reny & Expresso Oriente, Independente, LP, 1989.
- Julio Reny. Último Verão, Barulhinho, CD, 2001. (Reedição)
- Julio Reny & Expresso Oriente. Julio Reny & Expresso Oriente, Barulhinho, CD, 2001. (Reedição)
- Julio Reny. A Caminhada de Julio Reny, Plus Records, CD, 2004.
- Julio Reny. Diários da Chuva, Plus Records, CD, 2006.
- Julio Reny. A Primavera do Gato Amarelo, Pirata Sulista, CD, 2008.
- Julio Reny & Os Irish Boys. Bola 8, Pirata Sulista, CD, 2010.
- Julio Reny & Os Irish Boys. Ao vivo na Marquise 51, Marquise 51, DVD, 2014.
- Julio Reny. Sessões Solitárias, Independente, EP, 2015.
- Julio Reny. O homem que amava as mulheres, Independente, CD, 2018.
- Julio Reny. Panamá Live Session, Independente, Streaming, 2020.

### Com osCowboys Espirituais
- Cowboys Espirituais. Os Cowboys Espirituais, Trama, CD, 1998
- Cowboys Espirituais. De Luxe, Stop Records, CD, 2001
- Cowboys Espirituais. Cowboys Espirituais III, Plus Records, CD, 2007

### Outros
- Projeto Histórias do Rock Gaúcho. Estradas – Volume 1, Universal Music, CD, 2005
- Projeto Histórias do Rock Gaúcho. Esquinas – Volume 2, Holy Baby, CD, 2011

### Participações em coletâneas
- Os Topetes. Zona Mortal, Vórtex, K7, 1986 - Com a música Ivone
- Urubu Rei. Zona Mortal, Vórtex, K7, 1986 - Com a música Pin Up
- Júlio Reny & KM-0. Zona Mortal, Vórtex, K7, 1986 - Com as músicas Amor e morte e Não chores Lola
- Júlio Reny & Expresso Oriente. Rio Grande do Rock, SBK, LP, 1988 - Com as músicas Expresso oriente e Anita
- Cowboys Espirituais. Ipanema FM 15 Anos - As 15 mais, Antídoto, CD, 1998 - Com a música Jovem cowboy
- Júlio Reny & Expresso Oriente. Ipanema FM 15 Anos - As 15 mais - Volume 2, Antídoto, CD, 1999 - Com a música Amor e morte

### Livros
- Júlio Reny. Radio Cool, Armazém Digital, Livro, 2004
- Cristiano Bastos. Julio Reny - Histórias de amor e morte, Artes & Ofícios, Livro, 2014

## Prêmios e indicações

### Prêmio Açorianos
| Ano  | Categoria              | Indicação  | Resultado |
| ---- | ---------------------- | ---------- | --------- |
| 2001 | Compositor de Pop/Rock | Júlio Reny | Indicado  |
| 2006 | Compositor de Pop      | Júlio Reny | Indicado  |
| 2007 | Compositor de Pop      | Júlio Reny | Indicado  |
| 2007 | Intérprete de Pop      | Júlio Reny | Indicado  |
| 2010 | Intérprete de Pop/Rock | Júlio Reny | Indicado  |

1. ↑  Prefeitura Municipal de Porto Alegre. «Indicados ao Prêmio Açorianos de Música - 2001». Consultado em 19 de abril de 2018
2. ↑  Prefeitura Municipal de Porto Alegre. «Indicados ao Prêmio Açorianos de Música - 2006». Consultado em 16 de abril de 2018
3. ↑  Prefeitura Municipal de Porto Alegre. «Indicados ao Prêmio Açorianos de Música - 2007». Consultado em 2 de maio de 2018
4. ↑  Prefeitura Municipal de Porto Alegre. «Indicados ao Prêmio Açorianos de Música - 2010». Consultado em 3 de maio de 2018